# Eurocommunisme

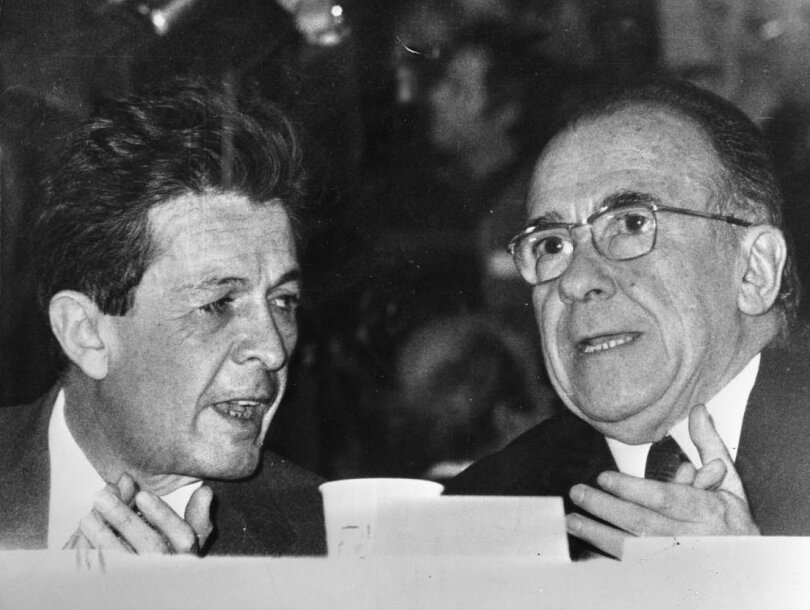
Enrico Berlinguer du Parti communiste italien (PCI) et Santiago Carrillo du Parti communiste d'Espagne (PCE)

L'eurocommunisme est une réforme politique adoptée de concert par des partis communistes d'Europe de l'Ouest durant la seconde moitié des années 1970, en opposition au marxisme-léninisme de l'Union soviétique. L'eurocommunisme a été mis de l'avant principalement par le Parti communiste d'Espagne (PCE), le Parti communiste italien (PCI) et le Parti communiste français (PCF) et visait à conjuguer la démocratie et le pluralisme et la transformation socialiste. Les partis ayant adopté cette orientation ont souhaité incarner une « troisième voie » entre le marxisme-léninisme et la tradition social-démocrate dans le contexte politique de l'Occident.  
Ce changement d'orientation se déroule en pleine Détente et en parallèle avec la collaboration grandissante entre certains partis communistes européens et leurs interlocuteurs nationaux : du programme commun en France au compromis historique en Italie en passant par le pacte pour la liberté en Espagne.  

## Histoire

### L'origine
Il est créé à l'initiative de trois leaders des principaux partis communistes d'Europe occidentale : Georges Marchais pour le Parti communiste français (PCF), Enrico Berlinguer pour le Parti communiste italien (PCI) et Santiago Carrillo pour le Parti communiste d'Espagne (PCE). Le Parti communiste des Pays-Bas et le Parti communiste de Grande-Bretagne, très minoritaires dans leurs pays, se joignent au mouvement [réf. nécessaire] .
Il suit l'idéologie communiste mais ne s'aligne pas sur le modèle soviétique, entre autres en critiquant le régime de l’Union soviétique, le goulag, la dictature, l'absence de libertés formelles, etc. Ces idées sont théorisées dans un ouvrage écrit par Santiago Carrillo, Eurocomunismo y estado (L'Eurocommunisme et l'État). C'est l'un des éléments de la période de Détente et de remise en cause du modèle des superpuissances pendant la guerre froide. En 1976, devant les délégués du XXVe congrès du PCUS, à Moscou, Berlinguer réclame un « système pluraliste » de socialisme, qui sera traduit en russe par « système multiforme » [réf. nécessaire] .
La même année, au XXIIe congrès du PCF, Georges Marchais annonce la renonciation du parti à la dictature du prolétariat, au grand dam de Moscou, qui voit les deux plus grands PC du monde non communiste s'éloigner de l'URSS [réf. nécessaire] .
Pour Enrico Berlinguer, l'eurocommunisme représente une alternative à gauche à la social-démocratie et au socialisme soviétique, avec pour objectif le « dépassement du capitalisme ». Il s’en explique notamment dans un article intitulé « L’identité du PCI », paru en août 1978 : « Nous voulons parvenir à réaliser, dans l’Occident européen, un modèle économique, social, étatique, qui ne soit plus capitaliste mais qui ne recopie aucun modèle et ne répète aucune des expériences socialistes jusqu’ici réalisées, et qui, en même temps, ne se réduise pas à exhumer des expériences de type social-démocrate, lesquelles se sont limitées à la gestion du capitalisme. Nous sommes pour la troisième solution, laquelle répond justement à l’impossibilité de se satisfaire de la situation mondiale actuelle. »

### Les années 1970 et 1980
(septembre 2012).
Ce mouvement se défait pour des raisons propres à chaque parti et pour des raisons internationales. 
Le PCF provoque la rupture de l'Union de la gauche en France en 1977, quand il s'aperçoit que le PS lui prend une partie de son électorat, ce qui met à nu de véritables divergences politiques. Le PCF prend alors une orientation « bolchevik » qui cadre mal avec le conflit ouvert avec la direction soviétique. En Espagne, Santiago Carrillo quitte le PCE, trop à gauche selon lui, ce qui provoque son éclatement[réf. nécessaire] .
La fin de la Détente entre l'Est et l'Ouest est consommée à la suite de l'invasion de l'Afghanistan en 1979 et du coup d'État polonais de 1981. Le PCF va alors provisoirement (jusqu'à sa participation au gouvernement socialiste de 1981) se réaligner sur Moscou et mettre un terme aux critiques contre le « camp socialiste ». Au XXIIIe congrès du PCF en 1979, Georges Marchais souligne « le bilan globalement positif » des pays communistes.

Berlinguer voit la main de Moscou dans le soutien logistique des pays socialistes aux Brigades rouges pour contrer sa stratégie d'accès au pouvoir[réf. nécessaire] ; il va donc continuer seul, avec le PCI, ce mouvement d'émancipation qui aboutira à la rupture avec l'Union soviétique durant les années 1980. En 1981, il déclare au cours d'un interview : 

« La force progressiste issue de la Révolution d'Octobre est définitivement épuisée. »

En réponse à l'eurocommunisme, plusieurs partis de Droite européens constituent l'Eurodroite, lors d'un congrès transnational tenu les 19-21 avril 1978 à Rome, dans la perspective des premières élections européennes. Participent au congrès, outre le Mouvement Social Italien, le Parti des forces nouvelles (France) et le mouvement espagnol Fuerza Nueva. L'Eurodroite se présentera aux élections européennes de juin 1979. Les Italiens du MSI obtiendront 4 sièges au Parlement européen.

### Les années 2000 et 2010
Le mouvement se déplace dans les dernières décennies, vers l'Espagne et la Grèce, à la suite des mouvements de contestation dues à la crise des dettes souveraines. Des poussées comme les Indignados ou encore la réussite de SYRIZA aux élections grecques, marquent peut être une résurgence ou une transformation du mouvement [réf. nécessaire].